# Roland Schaeffer
Roland Schaeffer (Baden-Baden, 1950) is een Duitse muzikant (saxofoon, contrabas).

## Biografie
Schaeffer groeide op in Baden-Baden en formeerde in 1968 met enkele muzikanten de jazzrockband Fashion Pink, die in 1972 werd omgedoopt naar Brainstorm en tijdens de actieve periode twee lp's uitbracht. In aansluiting aan zijn eindexamen studeerde hij aan de Hochschule für Musik Karlsruhe saxofoon en contrabas.
Na de ontbinding van Brainstorm in 1975 wisselde hij naar de band Guru Guru, waarmee hij tot 1982 speelde. Met Butze Fischer en Gerald Luciano Hartwig, beiden van 1979 tot 1981 muzikanten bij Guru Guru, startte hij daarna het muziekproject Dadadogs, waarmee hij naar India reisde. Tussen 1981 en 1985 leerde hij spelen op het Zuid-Indiase instrument nadaswaram. Tijdens deze periode trad hij ook samen op met Embryo, Dissidenten, Roman Bunka, Marque Löwenthal, Houssaine Kili, Rüdiger Oppermann, Hakim Ludin, Malamini Jobarteh en Mohammed Mounir.
Midden jaren 1990 formeerde hij met Heinrich von Kalnein en Jatinder Thakur de band Free Winds, die twee toeren afwerkte door India en Sri Lanka. Enkele jaren later voegde hij zich weer bij Guru Guru, waarmee hij tot heden optreedt.

## Discografie

### Met Brainstorm
- 1972: Smile a while (Intercord)
- 1973: Second Smile (Intercord)

### Met Guru Guru
- 1976: Tango Fango (Metronome Brain)
- 1977: Globetrotter (Metronome Brain)
- 1978: Live (Metronome Brain)
- 1979: Hey DU (Metronome Brain)
- 1980: Mani in Germany (Messer Und Gabel/Fünfundvierzig)
- 1995: Wah Wah (Think Progressive)
- 1998: Moshi Moshi (Think Progressive)
- 1999: 30 Jahre Live (Fünfundvierzig) 2 LP
- 1999: 30 Jahre Live (Captain Trip) 3 CD
- 2000: 2000 Gurus (Fünfundvierzig/Indigo)
- 2005: In the Guru Lounge (Revisited/SPV)
- 2008: PSY (Trance)
- 2009: Live on tour 2008 (Trance)
- 2011: Doublebind (Trance)
- 2013: Electric Cats (In-Akustik)

### Met anderen
- 1975: met Bröselmaschine: Peter Bursch und die Bröselmaschine (Intercord)
- 1977: met Hellmut Hattler: Bassball (Bassball Records)
- 1980: met Hausmusik: Earmail (Transmitter)
- 1980: met Rich Schwab: Fast immer (Biber)
- 1982: met Rich Schwab: Lieb doch einfach mich (Biber/Capriola)
- 1982: met Dadadogs: Roland und die Dadadogs (Biber)
- 1982: met Paramashivam: Paramashivam trifft Roland und die Dadadogs (Biber)
- 1989: met Embryo: Turn Peace (Schneeball)
- 1993: met Embryo: Ibn Battuta (Schneeball)
- 1996: met Free Winds: Free Winds (Shamrock)
- 1996: met Hakim Ludin: The Silk Road (Bellaphon)
- 1999: met Free Winds: Indian Air (Shamrock)
- 2000: met Gary Wright: Human Love (Koch/Orchard)
- 2002: met Mani Neumeier: Birthday! (Fünfundvierzig/Indigo)

### Roland Schaeffer solo, trio
- 2003: Roland Schaeffer plays Baden Baden 'Soundscapes' (Klangwelten)
- 2011: Tiru cd